# Unione Colorada e Batllista
L'Unione Colorada e Battlista (UCB) (in spagnolo: Unión Colorada y Batllista) è un fazione politica del Partito Colorado. Il suo nome si riferisce al partito politico di cui fa parte e alle idee proposte dal Batllismo. Tuttavia, i pensieri socialdemocratici sono stati delineati nel tempo in una fazione ancora più conservatrice.
Alcuni dei membri più importanti furono gli ex presidenti Óscar Diego Gestido e Jorge Pacheco Areco.
Nel 1994, è stato eletto il suo ultimo deputato, Jorge Pacheco Klein; il basso voto della fazione ha causato la distanza di numerosi leader come Oscar Maguro Souto. Nel 1998, con la morte di Pacheco, suo figlio si è dimesso dal seggio parlamentare che era occupato dal suo primo sostituto, Alberto Iglesias, e questo ha rafforzato la leadership della fazione. D'altra parte, nel 2004 ha sostenuto Gullermo Stirling, candidato alla presidenza del suo partito. 
Ad oggi l'UCB non ha ancora ottenuto alcuna rappresentanza parlamentare. Al momento, Alberto Iglesias occupa una carica presso il Comitato esecutivo nazionale del Partito Colorado e ha sostenuto la pre-candidatura di Pedro Bordaberry durante le elezioni interne del giugno del 2009.
| Controllo di autorità | VIAF (EN) 130464849 · LCCN (EN) no90000357 |